# الأقزام الأفارقة

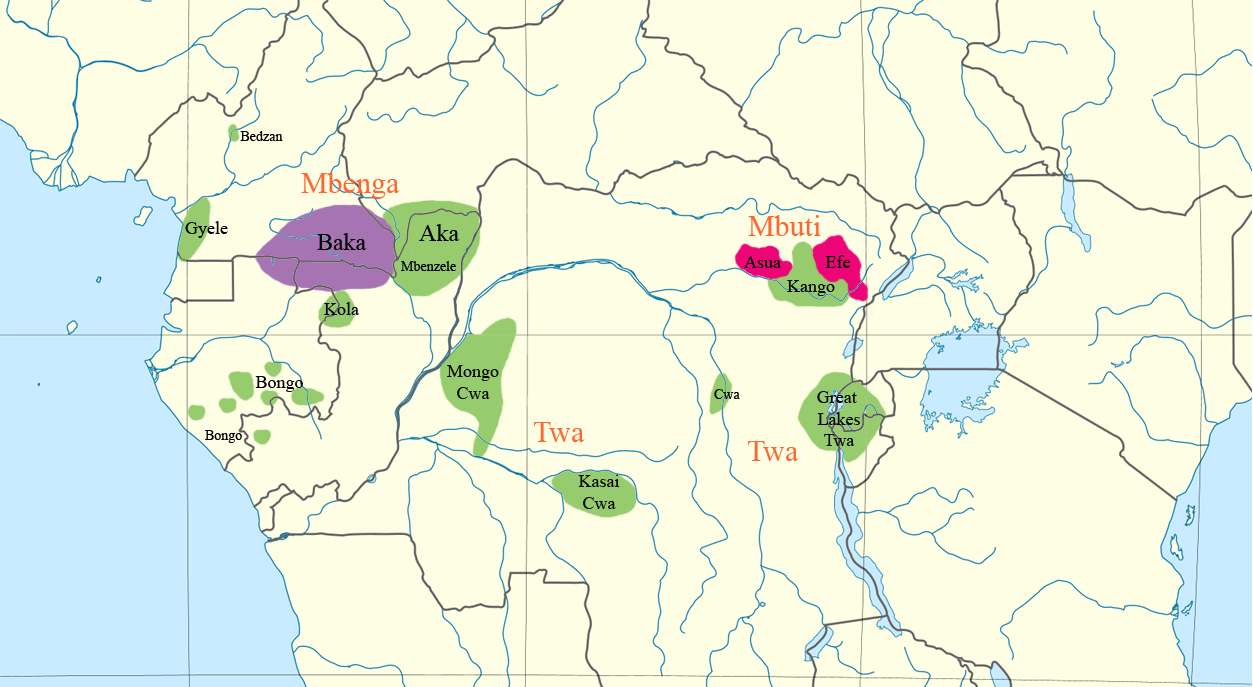
خريطة لأماكن وجودهم

الأقزام الأفارقة (أو أقزام الكونغو، وبشكل مختلف أيضًا علفو وسط إفريقيا، «صائدو الغابات المطيرة الإفريقية» (RHG) أو «سكان الغابات في وسط أفريقيا») هم مجموعة من الأعراق الأصلية في وسط إفريقيا، ومعظمهم من حوض الكونغو، تعيش تقليديًا على أسلوب حياة العلف والصياد. وهي مقسمة إلى ثلاث مجموعات جغرافية تقريبًا:
- غرب مبينجا ، أو Mbenga (الكاميرون، الغابون، جمهورية الكونغو، جمهورية إفريقيا الوسطى)،
- شرق بامبوتي، أو مبوتي، من حوض الكونغو (جمهورية الكونغو الديمقراطية)
- وسط وجنوب باتوا، أو توا (رواندا، بوروندي، جمهورية الكونغو الديمقراطية، تنزانيا، أوغندا، زامبيا، أنغولا وناميبيا). الأكثر انتشارًا (والأكثر تنوعًا في علم وظائف الأعضاء وأسلوب الحياة) يتم تجميع التوا الجنوبية أيضًا تحت مصطلح Pygmoid.

هم مشهورون، ومسمون بقصر مكانتهم (الموصوفة بـ «الأقزام» في الأدبيات الأنثروبولوجية). يُفترض أنهم ينحدرون من التوسع الأصلي في العصر الحجري الوسيط للإنسان الحديث تشريحياً إلى وسط إفريقيا، وإن كان قد تأثر بشكل كبير بالهجرات اللاحقة من غرب إفريقيا، من ظهورهم الأول في السجل التاريخي في القرن التاسع عشر المحصور في منطقة صغيرة نسبية داخل وسط أفريقيا، التي أهلكت بشكل كبير بسبب توسع البانتو في عصور ما قبل التاريخ، وحتى الوقت الحاضر تأثرت على نطاق واسع بالعبودية وأكل لحوم البشر على أيدي مجموعات البانتو المجاورة.